# Raio terrestre
O raio terrestre (denotado pelos símbolos RTerra, {\displaystyle R_{E}} ou {\displaystyle {\mathcal {R}}_{\mathrm {eE} }^{\mathrm {N} }}) é a distância do centro da Terra a um ponto na superfície ou próximo a ela. Tendo em conta o achatamento polar, aproximando a figura da Terra por um esferoide terrestre, o raio varia de um máximo de quase 6.378 km (raio equatorial, denotado a) a um mínimo de quase 6.357 km (raio polar, denotado b).
Um raio nominal terrestre às vezes é usado como uma unidade de medida em astronomia e geofísica, que é recomendado pela União Astronômica Internacional como o valor equatorial.
Um valor médio global é geralmente considerado como 6.371 quilômetros com uma variabilidade de 0.3% (+/- 10 km) pelas seguintes razões. A União Internacional de Geodésia e Geofísica (IUGG) fornece três valores de referência: o raio médio (R1) de três raios medidos em dois pontos do equador e um pólo; o raio autálico, que é o raio de uma esfera com a mesma área superficial (R2); e o raio volumétrico, que é o raio de uma esfera com o mesmo volume do elipsóide (R3). Todos os três valores são cerca de 6.371 quilômetros.
Outras maneiras de definir e medir o raio da Terra envolvem o raio de curvatura. Algumas definições produzem valores fora da faixa entre o raio polar e o raio equatorial porque incluem topografia local ou geoidal ou porque dependem de considerações geométricas abstratas.

## Introdução

Um diagrama em escala do achatamento polar do elipsóide de referência do IERS de 2003, com o norte no topo. A região azul claro é um círculo. A borda externa da linha azul escura é uma elipse com o mesmo semieixo menor do círculo e a mesma excentricidade da Terra. A linha vermelha representa a linha de Kármán 100 km acima do nível do mar, enquanto a área amarela denota a faixa de altitude da ISS em órbita baixa da Terra

A rotação da Terra, as variações internas de densidade e as forças de maré externas fazem com que sua forma se desvie sistematicamente de uma esfera perfeita. A topografia local aumenta a variância, resultando em uma superfície de profunda complexidade. Nossas descrições da superfície da Terra devem ser mais simples do que a realidade para serem tratáveis. Portanto, criamos modelos para aproximar as características da superfície da Terra, geralmente contando com o modelo mais simples que se adapta à necessidade.
Cada um dos modelos de uso comum envolve alguma noção do raio geométrico. Estritamente falando, as esferas são os únicos sólidos que têm raios, mas usos mais amplos do termo raio são comuns em muitos campos, incluindo aqueles que lidam com modelos da Terra. A seguir está uma lista parcial de modelos da superfície da Terra, ordenados do exato para o mais aproximado:
- A superfície real da Terra
- O geoide, definido pelo nível médio do mar em cada ponto da superfície real[b]
- Um esferoide, também chamado de elipsoide de revolução, geocêntrico para modelar toda a Terra, ou então geodésico para trabalhos regionais[c]
- Uma esfera

No caso do geoide e elipsoides, a distância fixa de qualquer ponto no modelo ao centro especificado é chamada de "um raio da Terra" ou "o raio da Terra naquele ponto". Também é comum se referir a qualquer raio médio de um modelo esférico como "o raio da Terra". Ao considerar a superfície real da Terra, por outro lado, é incomum referir-se a um "raio", uma vez que geralmente não há necessidade prática. Em vez disso, a elevação acima ou abaixo do nível do mar é útil.
Independentemente do modelo, qualquer raio fica entre o mínimo polar de cerca de 6.357 km e o máximo equatorial de cerca de 6.378 km. Consequentemente, a Terra se desvia de uma esfera perfeita em apenas um terço de um por cento, o que apoia o modelo esférico na maioria dos contextos e justifica o termo "raio da Terra". Embora os valores específicos sejam diferentes, os conceitos neste artigo se generalizam para qualquer planeta importante.

### Física da deformação da Terra
A rotação de um planeta faz com que ele se aproxime de um elipsoide/esferoide achatado com uma protuberância no equador e achatamento nos polos norte e sul, de modo que o raio equatorial a é maior do que o raio polar b em aproximadamente aq. A constante de obliquidade q é dada por
{\displaystyle q={\frac {a^{3}\omega ^{2}}{GM}}\,,}
Onde ω é a frequência angular, G é a constante gravitacional e M é a massa do planeta. Para a Terra ⁠1/q⁠ ≈ 289, que está perto do achatamento inverso medido ⁠1/f⁠ ≈ 298.257. Além disso, a protuberância no equador mostra variações lentas. A protuberância estava diminuindo, mas desde 1998 ela aumentou, possivelmente devido à redistribuição da massa do oceano por meio das correntes.
A variação na densidade e na espessura da crosta faz com que a gravidade varie ao longo da superfície e no tempo, de modo que o nível médio do mar difere do elipsoide. Essa diferença é a altura do geoide, positiva acima ou fora do elipsoide, negativa abaixo ou dentro. A variação da altura do geoide é inferior a 110 m na Terra. A altura do geoide pode mudar abruptamente devido a terremotos (como o terremoto Sumatra-Andaman) ou redução nas massas de gelo (como na Groenlândia).
Nem todas as deformações se originam na Terra. A atração gravitacional da Lua ou do Sol pode fazer com que a superfície da Terra em um determinado ponto varie por décimos de metro em um período de quase 12 horas (veja a maré da Terra).

### Raio e condições locais

O método de Albiruni (973–1048) para o cálculo do raio da Terra simplificou a medição da circunferência em comparação com a medição de dois locais distantes um do outro

Dadas as influências locais e transitórias na altura da superfície, os valores definidos abaixo são baseados em um modelo de "uso geral", refinado da forma mais global e precisa possível dentro de 5 m da altura do elipsoide de referência e dentro de 100 m do nível médio do mar (negligenciando a altura do geoide).
Além disso, o raio pode ser estimado a partir da curvatura da Terra em um ponto. Como um toro, a curvatura em um ponto será maior (mais estreita) em uma direção (norte-sul na Terra) e menor (mais plana) perpendicularmente (leste-oeste). O raio de curvatura correspondente depende da localização e direção da medição daquele ponto. Uma consequência é que a distância até o verdadeiro horizonte no equador é ligeiramente mais curta na direção norte-sul do que na direção leste-oeste.
Em resumo, as variações locais no terreno impedem a definição de um único raio "preciso". Só se pode adotar um modelo idealizado. Desde a estimativa de Eratóstenes, muitos modelos foram criados. Historicamente, esses modelos foram baseados na topografia regional, dando o melhor elipsoide de referência para a área sob levantamento. À medida que o sensoriamento remoto por satélite e especialmente o Sistema de Posicionamento Global ganharam importância, verdadeiros modelos globais foram desenvolvidos que, embora não sejam tão precisos para o trabalho regional, melhor se aproximam da Terra como um todo.

## Extrema: raios equatorial e polar
Os raios a seguir são derivados do elipsoide de referência do World Geodetic System 1984 (WGS-84). É uma superfície idealizada e as medições da Terra usadas para calculá-la têm uma incerteza de ±2 m nas dimensões equatorial e polar. Discrepâncias adicionais causadas por variação topográfica em locais específicos podem ser significativas. Ao identificar a posição de um local observável, o uso de valores mais precisos para os raios WGS-84 pode não produzir uma melhoria correspondente na precisão.
O valor do raio equatorial é definido com aproximação de 0.1 m no WGS-84. O valor do raio polar nesta seção foi arredondado para o 0.1 m mais próximo, o que se espera ser adequado para a maioria dos usos. Consulte o elipsoide WGS-84 se um valor mais preciso para seu raio polar for necessário.
- O raio equatorial a da Terra, ou semieixo maior, é a distância de seu centro ao equador e é igual a 6.378.137 m.[8] O raio equatorial é frequentemente usado para comparar a Terra com outros planetas.
- O raio polar b da Terra, ou eixosemi menor, é a distância de seu centro aos polos Norte e Sul e é igual a 6.356.752 m.

## Raios dependentes da localização

Três raios diferentes em função da latitude da Terra. R é o raio geocêntrico; M é o raio de curvatura meridional; e N é o raio de curvatura vertical principal

### Raio geocêntrico
O raio geocêntrico é a distância do centro da Terra a um ponto na superfície esferoide na latitude geodésica φ:
{\displaystyle R(\varphi )={\sqrt {\frac {(a^{2}\cos \varphi )^{2}+(b^{2}\sin \varphi )^{2}}{(a\cos \varphi )^{2}+(b\sin \varphi )^{2}}}}}
Onde a e b são, respectivamente, o raio equatorial e o raio polar.
Os raios geocêntricos extremos no elipsoide coincidem com os raios equatorial e polar. Eles são vértices da elipse e também coincidem com os raios de curvatura mínimo e máximo.

### Raios de curvatura

#### Raios de curvatura principais
Existem dois raios de curvatura principais: ao longo das seções normais meridional e vertical principal.

##### Meridional
Em particular, o raio de curvatura meridional da Terra (na direção do meridiano (norte-sul)) em φ é:
{\displaystyle M(\varphi )={\frac {(ab)^{2}}{{\big (}(a\cos \varphi )^{2}+(b\sin \varphi )^{2}{\big )}^{\frac {3}{2}}}}={\frac {a(1-e^{2})}{(1-e^{2}\sin ^{2}\varphi )^{\frac {3}{2}}}}={\frac {1-e^{2}}{a^{2}}}N(\varphi )^{3}\,.}
onde {\displaystyle e} é a excentricidade da Terra. Este é o raio que Eratóstenes mediu em sua medição de arco.

##### Vertical principal
Se um ponto apareceu exatamente a leste do outro, encontra-se a curvatura aproximada na direção leste-oeste.
O raio de curvatura vertical principal da Terra, também chamado de raio de curvatura transversal da Terra, é definido perpendicular (normal ou ortogonal) a M na latitude geodésica φ é:
{\displaystyle N(\varphi )={\frac {a^{2}}{\sqrt {(a\cos \varphi )^{2}+(b\sin \varphi )^{2}}}}={\frac {a}{\sqrt {1-e^{2}\sin ^{2}\varphi }}}\,.}
B. R. Bowring forneceu uma prova geométrica de que esta é a distância perpendicular da superfície ao eixo polar.

##### Valores particulares
O raio de curvatura meridional da Terra no equador é igual ao reto semi-latus do meridiano:
⁠b2/a⁠ = 6.335.439 km
O raio de curvatura vertical principal da Terra no equador é igual ao raio equatorial, N = a.
O raio polar de curvatura da Terra (qualquer meridional ou vertical principal) é:
⁠a2/b⁠ = 6.399.594 km

##### Derivação
| Conteúdo estendido |
| --- |
| As curvaturas principais são as raízes da Equação (125) em: {\displaystyle (EG-F^{2})\,\kappa ^{2}-(eG+gE-2fF)\,\kappa +(eg-f^{2})=0=\det(A-\kappa \,B),} onde na primeira forma fundamental para uma superfície (Equação (112) em): {\displaystyle ds^{2}=\sum _{ij}a_{ij}dw^{i}dw^{j}=E\,d\varphi ^{2}+2F\,d\varphi \,d\lambda +G\,d\lambda ^{2},} E, F e G são elementos do tensor métrico: {\displaystyle A=a_{ij}=\sum _{\nu }{\frac {\partial r^{\nu }}{\partial w^{i}}}{\frac {\partial r^{\nu }}{\partial w^{j}}}=\left[{\begin{array}{ll}E&F\\F&G\end{array}}\right],} {\displaystyle r=[r^{1},r^{2},r^{3}]^{T}=[x,y,z]^{T}}, {\displaystyle w^{1}=\varphi }, {\displaystyle w^{2}=\lambda ,} na segunda forma fundamental para uma superfície (Equação (123) em): {\displaystyle 2D=\sum _{ij}b_{ij}dw^{i}dw^{j}=e\,d\varphi ^{2}+2f\,d\varphi \,d\lambda +g\,d\lambda ^{2},} e, f e g são elementos do tensor de forma: {\displaystyle B=b_{ij}=\sum _{\nu }n^{\nu }{\frac {\partial ^{2}r^{\nu }}{\partial w^{i}\partial w^{j}}}=\left[{\begin{array}{ll}e&f\\f&g\end{array}}\right],} {\displaystyle n={\frac {N}{\|N\|}}} é a unidade normal à superfície em {\displaystyle r}, e porque {\displaystyle {\frac {\partial r}{\partial \varphi }}} e {\displaystyle {\frac {\partial r}{\partial \lambda }}} são tangentes à superfície, {\displaystyle N={\frac {\partial r}{\partial \varphi }}\times {\frac {\partial r}{\partial \lambda }}} é normal à superfície em {\displaystyle r}. Com {\displaystyle F=f=0} para um esferoide achatado, as curvaturas são {\displaystyle \kappa _{1}={\frac {g}{G}}} and {\displaystyle \kappa _{2}={\frac {e}{E}}\,,} e os principais raios de curvatura são {\displaystyle R_{1}={\frac {1}{\kappa _{1}}}} and {\displaystyle R_{2}={\frac {1}{\kappa _{2}}}.} O primeiro e o segundo raios de curvatura correspondem, respectivamente, aos raios meridional e vertical principal da Terra. Geometricamente, a segunda forma fundamental fornece a distância de {\displaystyle r+dr} ao plano tangente em {\displaystyle r}. |

#### Raios de curvatura combinados

##### Azimuthal
O raio azimutal de curvatura da Terra, ao longo de um curso em um azimute (medido no sentido horário do norte) α em φ, é derivado da fórmula de curvatura de Euler da seguinte forma::97
{\displaystyle R_{\mathrm {c} }={\frac {1}{{\dfrac {\cos ^{2}\alpha }{M}}+{\dfrac {\sin ^{2}\alpha }{N}}}}\,.}

##### Não-direcional
É possível combinar os raios de curvatura principais acima de uma maneira não-direcional.
O raio de curvatura gaussiana da Terra na latitude φ é:
{\displaystyle R_{\mathrm {a} }(\varphi )={\frac {1}{\sqrt {K}}}={\frac {1}{2\pi }}\int _{0}^{2\pi }R_{\mathrm {c} }(\alpha )\,d\alpha \,={\sqrt {MN}}={\frac {a^{2}b}{(a\cos \varphi )^{2}+(b\sin \varphi )^{2}}}={\frac {a{\sqrt {1-e^{2}}}}{1-e^{2}\sin ^{2}\varphi }}\,.}
Onde K é a curvatura Gaussiana, {\displaystyle K=\kappa _{1}\,\kappa _{2}={\frac {\det \,B}{\det \,A}}}.
O raio médio de curvatura da Terra na latitude φ é::97
{\displaystyle R_{\mathrm {m} }={\frac {2}{{\dfrac {1}{M}}+{\dfrac {1}{N}}}}\,\!}

## Raio global
A Terra pode ser modelada como uma esfera de várias maneiras. Esta seção descreve as formas comuns. Os vários raios derivados aqui usam a notação e as dimensões observadas acima para a Terra como derivadas do elipsoide WGS-84; nomeadamente,
Raio equatorial: a = (6378.1370 km)
Raio polar: b = (6356.7523 km)
Uma esfera sendo uma aproximação grosseira do esferoide, que em si é uma aproximação do geoide, as unidades são fornecidas aqui em quilômetros ao invés da resolução em milímetros apropriada para geodésia.

### Raio nominal
Em astronomia, a União Astronômica Internacional denota o raio equatorial nominal da Terra como {\displaystyle {\mathcal {R}}_{\mathrm {eE} }^{\mathrm {N} }}, que é definido como 6.378.1 km.:3 O raio polar nominal da Terra é definido como {\displaystyle {\mathcal {R}}_{\mathrm {pE} }^{\mathrm {N} }} = 6.356.8 km. Esses valores correspondem à convenção de maré zero da Terra. O raio equatorial é convencionalmente usado como o valor nominal, a menos que o raio polar seja explicitamente necessário.:4 O raio nominal serve como uma unidade de comprimento para a astronomia. (A notação é definida de forma que possa ser facilmente generalizada para outros planetas; por exemplo, {\displaystyle {\mathcal {R}}_{\mathrm {pJ} }^{\mathrm {N} }} para o raio polar nominal de Júpiter.)

### Raio médio

Raios equatorial (a), polar (b) e médio da Terra, conforme definido na revisão do World Geodetic System de 1984 (fora da escala)

Em geofísica, a União Internacional de Geodésia e Geofísica (IUGG) define o raio médio da Terra (denotado R1) como
{\displaystyle R_{1}={\frac {2a+b}{3}}\,\!}
O fator de dois é responsável pela simetria biaxial no esferoide da Terra, uma especialização do elipsoide triaxial. Para a Terra, o raio médio é 6.371.0088 km.

### Raio autálico
O raio autálico da Terra (que significa "área igual") é o raio de uma esfera perfeita hipotética que tem a mesma área de superfície do elipsoide de referência. O IUGG denota o raio autálico como R2. Existe uma solução de forma fechada para um esferoide:
{\displaystyle R_{2}={\sqrt {\frac {a^{2}+{\frac {b^{2}}{e}}\ln {\left({\frac {1+e}{b/a}}\right)}}{2}}}={\sqrt {{\frac {a^{2}}{2}}+{\frac {b^{2}}{2}}{\frac {\tanh ^{-1}e}{e}}}}={\sqrt {\frac {A}{4\pi }}}\,,}
Onde e2 = ⁠a2 − b2/a2⁠ e A é a área da superfície do esferoide.
Para a Terra, o raio autálico é 6.371.0072 km.

### Raio volumétrico
Outro modelo esférico é definido pelo raio volumétrico da Terra, que é o raio de uma esfera de volume igual ao elipsoide. O IUGG denota o raio volumétrico como R3.
{\displaystyle R_{3}={\sqrt[{3}]{a^{2}b}}\,.}
Para a Terra, o raio volumétrico é igual a 6.371.0008 km.

### Raio retificador
Outro raio global é o raio de retificação da Terra, dando uma esfera com circunferência igual ao perímetro da elipse descrita por qualquer seção transversal polar do elipsoide. Isso requer uma elíptica integral para encontrar, dados os raios polar e equatorial:
{\displaystyle M_{\mathrm {r} }={\frac {2}{\pi }}\int _{0}^{\frac {\pi }{2}}{\sqrt {{a^{2}}\cos ^{2}\varphi +{b^{2}}\sin ^{2}\varphi }}\,d\varphi \,.}
O raio de retificação é equivalente à média meridional, que é definida como o valor médio de M:
{\displaystyle M_{\mathrm {r} }={\frac {2}{\pi }}\int _{0}^{\frac {\pi }{2}}\!M(\varphi )\,d\varphi \,.}
Para os limites de integração de [0,⁠π/2⁠], as integrais para retificar o raio e o raio médio avaliam o mesmo resultado, que, para a Terra, chega a 6.367.4491 km.
A média meridional é bem aproximada pela média semicúbica dos dois eixos,
{\displaystyle M_{\mathrm {r} }\approx \left({\frac {a^{\frac {3}{2}}+b^{\frac {3}{2}}}{2}}\right)^{\frac {2}{3}}\,,}
que difere do resultado exato em menos de 1 μm (4 × 10−5 em); a média dos dois eixos,
{\displaystyle M_{\mathrm {r} }\approx {\frac {a+b}{2}}\,,}
cerca de 6.367.445 km, também podem ser usados.

### Raio de curvatura médio global
O raio de curvatura médio global, calculado em todos os azimutes e em todos os pontos da superfície, é dado pela curvatura gaussiana média global ponderada por área:
{\displaystyle R_{4}={\frac {1}{2}}\int _{-{\frac {\pi }{2}}}^{\frac {\pi }{2}}\!\cos \varphi \,R_{\mathrm {a} }(\varphi )\,d\varphi ={\frac {a}{2}}\,{\sqrt {{\frac {1}{e^{2}}}-1}}\,\ln {\frac {1+e}{1-e}}.}
Para o elipsoide WGS-84, a curvatura média é igual a 6.370.994 km.

## Raios topográficos
As expressões matemáticas acima se aplicam à superfície do elipsoide. Os casos abaixo consideram a topografia da Terra, acima ou abaixo de um elipsoide de referência. Como tal, são distâncias geocêntricas topográficas, Rt, que não dependem apenas da latitude.

### Extremos topográficos
- Máximo Rt: o cume do Chimborazo está a 6.384.4 km do centro da Terra.
- Mínimo Rt: o fundo do Oceano Ártico está a aproximadamente 6.352.8 km do centro da Terra.[14]

### Média global topográfica
A distância geocêntrica média topográfica eleva a média em todos os lugares, resultando em um valor 230 m maior do que o raio médio do IUGG, raio autálico ou o raio volumétrico. Esta média topográfica é 6.371.230 km com incerteza de 10 m.

## Quantidades derivadas: diâmetro, circunferência, comprimento do arco, área, volume
O diâmetro da Terra é simplesmente duas vezes o raio da Terra; por exemplo, diâmetro equatorial (2a) e diâmetro polar (2b). Para o elipsoide WGS-84, isso é respectivamente:
- 2a=12.756.2740 km,
- 2b=12.713.5046 km,

A circunferência da Terra é igual ao comprimento do perímetro. A circunferência equatorial é simplesmente o perímetro do círculo: Ce=2πa, em termos do raio equatorial, a. A circunferência polar é igual a Cp=4mp, quatro vezes o quarto meridiano mp=aE(e), onde o raio polar b entra pela excentricidade, e=(1-b2/a2)0.5; consulte Elipse#Circunferência para obter mais detalhes.
O comprimento do arco de curvas de superfície mais gerais, como arcos meridianos e geodésicos, também pode ser derivado dos raios equatorial e polar da Terra.
Da mesma forma para a área de superfície, seja com base em uma projeção de mapa ou um polígono geodésico.
O volume da Terra, ou do elipsoide de referência, é  V = ⁠4/3⁠πa2b. Usando os parâmetros do elipsoide de revolução WGS-84,  a = 6,378.137 km e  b = 6.356.7523142km, V = 1.08321 × 1012 km3.

## Valores publicados
Esta tabela resume os valores aceitos do raio da Terra.
| Agência | Descrição                                             | Valor (em metros) | Ref    |
| ------- | ----------------------------------------------------- | ----------------- | ------ |
| IAU     | Nominal "maré zero" equatorial                        | 6378100           | [ 1 ]  |
| IAU     | Nominal "maré zero" polar                             | 6356800           | [ 1 ]  |
| IUGG    | Raio equatorial                                       | 6378137           | [ 2 ]  |
| IUGG    | Eixo semimenor (b)                                    | 6356752.3141      | [ 2 ]  |
| IUGG    | Raio polar de curvatura (c)                           | 6399593.6259      | [ 2 ]  |
| IUGG    | Raio médio (R1)                                       | 6371008.7714      | [ 2 ]  |
| IUGG    | Raio da esfera da mesma superfície (R2)               | 6371007.1810      | [ 2 ]  |
| IUGG    | Raio da esfera do mesmo volume (R3)                   | 6371000.7900      | [ 2 ]  |
| IERS    | Elipsoide WGS-84, semieixo maior (a)                  | 6378137.0         | [ 6 ]  |
| IERS    | Elipsoide WGS-84, semieixo menor (b)                  | 6356752.3142      | [ 6 ]  |
| IERS    | WGS-84 primeira excentricidade ao quadrado (e2)       | 0.00669437999014  | [ 6 ]  |
| IERS    | Elipsoide WGS-84, raio de curvatura polar (c)         | 6399593.6258      | [ 6 ]  |
| IERS    | Elipsoide WGS-84, raio médio dos semi-eixos (R1)      | 6371008.7714      | [ 6 ]  |
| IERS    | Elipsoide WGS-84, raio da esfera de área igual (R2)   | 6371007.1809      | [ 6 ]  |
| IERS    | Elipsoide WGS-84, raio da esfera de igual volume (R3) | 6371000.7900      | [ 6 ]  |
|         | GRS 80 semieixo maior (a)                             | 6378137.0         |        |
|         | GRS 80 semieixo menor (b)                             | ≈6356752.314140   |        |
|         | Terra esférica com raio aproximado (RE)               | 6366707.0195      | [ 17 ] |
|         | Raio de curvatura meridional no equador               | 6335439           |        |
|         | Máximo (o cume do Chimborazo)                         | 6384400           | [ 14 ] |
|         | Mínimo (o fundo do Oceano Ártico)                     | 6352800           | [ 14 ] |
|         | Distância média do centro à superfície                | 6371230±10        | [ 15 ] |

## História
A primeira referência publicada ao tamanho da Terra apareceu por volta de 350 a.C., quando Aristóteles relatou em seu livro Sobre o Céu que os matemáticos haviam adivinhado que a circunferência da Terra era de 400.000 estádios. Os estudiosos interpretaram a figura de Aristóteles como algo entre altamente preciso e quase o dobro do valor verdadeiro. A primeira medição científica conhecida e cálculo da circunferência da Terra foi realizada por Eratóstenes por volta de 240 a.C. As estimativas da precisão da medição de Eratóstenes variam de 0.5% a 17%. Tanto para Aristóteles quanto para Eratóstenes, a incerteza na precisão de suas estimativas se deve à incerteza atual sobre qual comprimento de estádio eles se referiam.